# Operace Kingpin

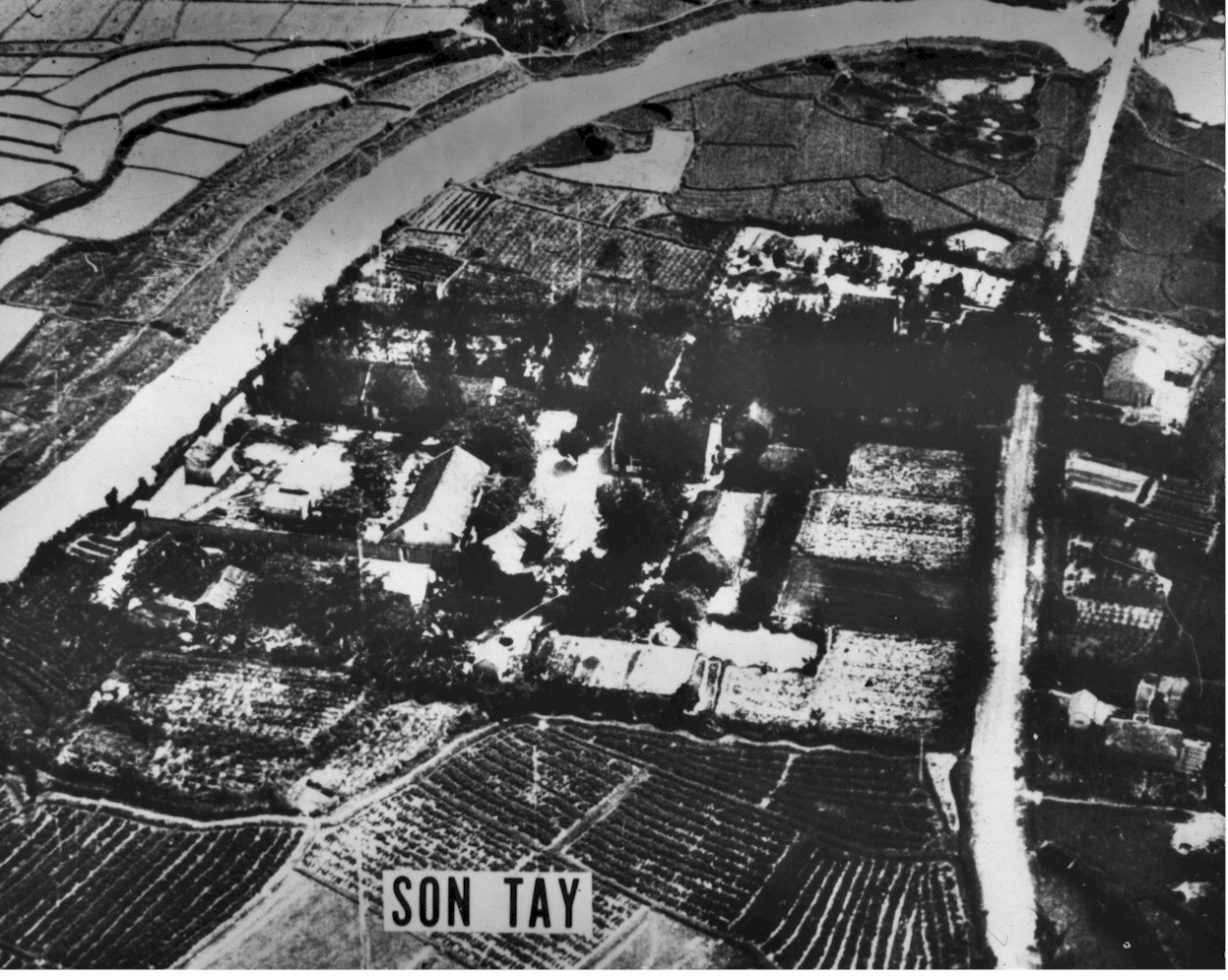
Fotografie zajateckého tábora

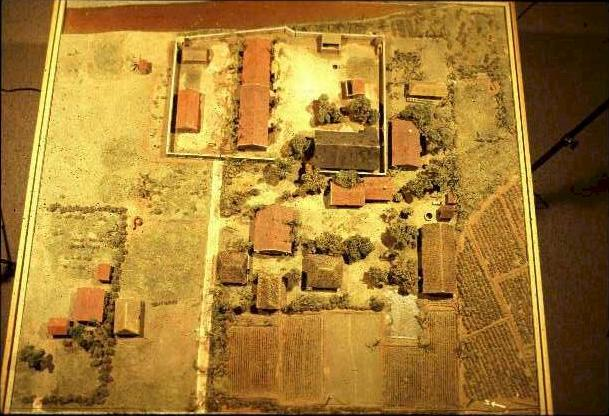
Model zajateckého tábora

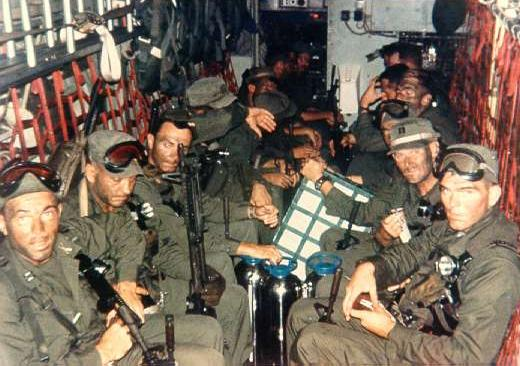
Zelené barety na palubě vrtulníku

Operace Kingpin nebo Ivory Coast byla operace vojenského komanda americké armády v roce 1970 během Války ve Vietnamu, s cílem osvobodit zajaté americké vojáky ze severovietnamského tábora válečných zajatců Son Tay.

## Příprava operace
Roku 1970 objevil průzkumný bezpilotní letoun tábor válečných zajatců západně od Hanoje. Byl to tábor Son Tay, který sloužil jako přijímací středisko pro neslavné vězení, přezdívané Hanoj Hilton. Z vyhodnocení průzkumných fotografií vyplynulo, že v táboře je drženo asi 50 amerických vojáků. Plukovník zelených baretů Arthur D. Simons naplánoval provedení humanitární operace. Přihlásilo se cca 500 dobrovolníků, z nichž byl vybrán speciální tým, který tvořilo několik desítek amerických veteránů. Každý z nich měl několik let zkušeností z bojů v jihovýchodní Asii. Na letecké základně na Floridě byl postaven model zajateckého tábora v měřítku 1:1. Zde byl několik měsíců prováděn trénink zamýšlené operace. Kapitán Dick Maedows vymyslel speciálně pro tuto akci taktiku, která měla simulovat havárii vrtulníku přímo uprostřed táborového komplexu. Zároveň měly být provedeny klamné letecké údery na Hanoj.

## Průběh operace
Operace, kterou osobně schválil prezident Richard Nixon, byla provedena 21. listopadu 1970. Američtí zajatci se v táboře ale nenacházeli. Později vyšlo najevo, že všichni vězni byli pravděpodobně z důvodu rizika povodně ještě před operací přestěhováni jinam. Během akce byl sestřelen pouze jeden letoun typu F-105G Wild Weasel. Jinak se celý tým vrátil kompletní. Přesto americká veřejnost považovala akci za selhání.

## Význam operace
Ve skutečnosti byla operace určitým způsobem úspěšná. Severovietnamské vedení zjistilo, že jejich zajatecké tábory mohou být ohrožovány podobnými operacemi. Proto se snažilo soustředit veškeré americké válečné zajatce do vězení Hoa Loa v Hanoji. To sice vedlo k přeplnění vězení, ale na druhou stranu získali vězňové určitou psychologickou výhodu, protože nebyli drženi v samovazbě. Další úspěch operace představovalo to, že severovietnamský režim si nemohl dovolit příliš týrat vězně, protože případně osvobození vyhublí a zranění váleční zajatci by mohli být využiti v USA v rámci válečné propagandy. Živí váleční zajatci mohli naopak sloužit severovietnamskému vedení jako užitečný trumf pro mírové rozhovory.
Za tuto operaci bylo uděleno rekordní množství vyznamenání za statečnost: 5 Leteckých křížů, 6 Křížů za vynikající službu a 83 Stříbrných hvězd.